# Neustädter Kirche (Hannover)

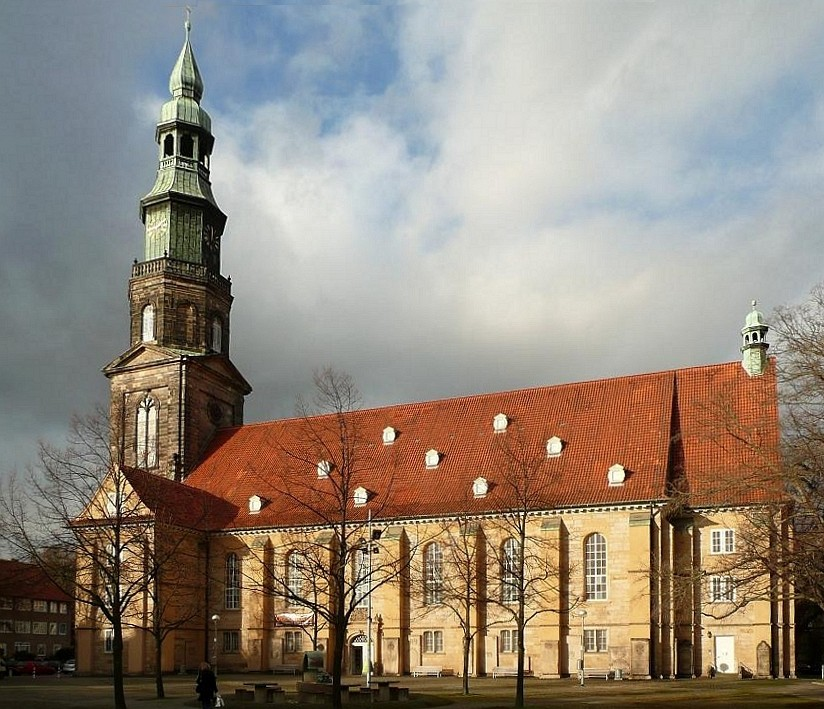
Veduta della Neustädter Kirche

La Neustädter Kirche ("chiesa della città nuova") è una chiesa parrocchiale luterana principale di Hannover, in Bassa Sassonia, Germania. Il nome ufficiale è Neustädter Hof- und Stadtkirche St. Johannis zu Hannover  ossia "Chiesa di San Giovanni della corte e della città nella Città Nuova di Hannover". La chiesa barocca fu costruita nel 1666-70. È una delle più antiche Hallenkirchen  protestanti della Bassa Sassonia, concepita per il sermone come atto principale del servizio religioso luterano. Qui è sepolto il matematico e filosofo Gottfried Wilhelm Leibniz.
La chiesa è nota per la sua musica da chiesa, eseguita in funzione e in concerto dalla Kantorei St. Johannis (Corale di San Giovanni), e serve come sede di concerti, ad esempio come nell'ambito dell'Expo 2000. Ospita un "organo spagnolo", adatto alla musica del primo barocco, in collaborazione con la Hochschule für Musik und Theater Hannover.

## Storia
La chiesa della Neustädt Kirche si imposta su una precedente cappella palatina, dedicata a San Gallo, descritta per la prima volta nel 1241 come ecclesia Galli. Dopo la distruzione del castello durante la guerra di successione di Luneburgo, già prima del 1388 fu costruita una nuova cappella dedicata alla Vergine Maria (beatissime Marie Virginis) all'interno delle mura della città di Hannover, vicino all'attuale chiesa. Questa cappella fu designata dal vescovo Ottone di Minden nel 1396 come chiesa parrocchiale collegiale dell'allora nuovo distretto a sud del fiume Leine, la cosiddetta Calenberger Neustadt. 
Nel 1533, la cappella divenne un edificio di culto luterano.
Giovanni Federico, duca di Brunswick-Lüneburg, si convertì al cattolicesimo nel 1651. Quando prese il controllo del Principato di Calenberg nel 1665, la cappella di corte nel Leineschloss fu convertita al cattolicesimo e i membri protestanti della corte ebbero bisogno di una nuova chiesa.
Così la chiesa attuale fu costruita negli anni 1666-1670, che venne progettata in stile barocco, probabilmente dall'architetto veneziano Girolamo Sartorio, che non seguì modelli ma costruì un'aula incentrata sulla predica. 
Qui vennero riutilizzate le macerie della cappella demolita. Dopo la demolizione della vecchia torre a graticcio, nel 1691-1700 fu costruita sopra il portale occidentale l'attuale torre a base quadrata, con piano superiore ottagonale e lanterna rivestita in rame.
Con la costruzione della nuova residenza di Giorgio V di Hannover, la chiesa di Neustadt perse la sua funzione di chiesa di corte per la famiglia reale. Insieme al nuovo castello dei Welfen, fece costruire la Christuskirche come nuova chiesa di corte.
Durante i bombardamenti aerei su Hannover nella Seconda Guerra Mondiale, la chiesa fu distrutta fino alle pareti esterne. Nel 1956-1958 seguirono i lavori di ricostruzione sotto la direzione di Wilhelm Ziegeler in forme semplificate. Quando gli interni sono stati ristrutturati nel 1992-1994, il design originale è stato in qualche modo ripristinato.